# 高山市立荘川小学校
高山市立荘川小学校 （たかやましりつ しょうかわしょうがっこう）は、かつて岐阜県高山市にあった公立小学校。
高山市立荘川中学校と統合し、義務教育学校高山市立荘川さくら学園の設置により2025年（令和7年）に廃校。

## 概要
校区は高山市荘川町全域（旧・荘川村）であった
荘川保育園、荘川中学校と一貫教育を行っていた。
校舎の一部は改修され、新築された校舎を合わせて高山市立荘川さくら学園の校舎となっている。

## 沿革
現在の荘川小学校は、1989年に荘川小学校と黒谷小学校を統合し、新たに開校した小学校である。ここでは、1989年以前の荘川小学校を荘川小学校〈旧〉として記述する。
- 1874年（明治7年）6月 - 新渕村に新渕学校が開校。校区は新渕村、猿丸村、町屋村、野々俣村、中畑村、牧戸村、牛丸村。当初は宝蔵寺[注釈 1]を仮校舎としていた。
- 1875年（明治8年） - 六厩村、三尾河村、寺河戸村、黒谷村、惣則村、一色村、猿丸村、町屋村、新淵村、野々俣村、中畑村、牧戸村、牛丸村、岩瀬村、赤谷村、中野村、海上村、尾上郷村が合併し、荘川村が発足。
- 1886年（明治19年） - 新渕簡易科小学校に改称する。
- 1889年（明治22年） - 新渕尋常小学校に改称する。
- 1901年（明治34年） - 新渕尋常小学校、中野尋常小学校、黒谷尋常小学校が統合され、荘川尋常小学校となる。本校は旧・新渕尋常小学校に置かれ、黒谷分教場、中野分教場、六厩分教場、野々俣分教場を設置。
- 1904年（明治37年） - 荘川尋常高等小学校に改称する。
- 1915年（大正4年） - 黒谷分教場が黒谷尋常小学校、中野分教場が中野尋常小学校として独立。六厩分教場は黒谷尋常小学校六厩分教場となる。
- 1941年（昭和16年）4月1日 - 荘川第一国民学校に改称する。
- 1947年（昭和22年）4月1日 - 荘川村立荘川小学校〈旧〉に改称する。野々俣分教場は野々俣分校となる。荘川中学校を併設する。
- 1960年（昭和35年）10月28日 - 御母衣ダムのダム湖に水没するため中野小学校が廃校。校区は荘川小学校に引き継がれる。
- 1961年（昭和36年）4月 - 荘川中学校との併設が解消され、独立校となる。
- 1970年（昭和45年） - 野々俣分教場を廃止。
- 1973年（昭和48年） - 現在地に新築移転。
- 1989年（平成元年）4月 - 荘川小学校〈旧〉と黒谷小学校を統合し、新たに荘川村立荘川小学校として開校。
- 2005年（平成17年）2月1日 - 荘川村が高山市に編入される。同時に高山市立荘川小学校に改称する。
- 2023年（令和5年）4月 - 義務教育学校の校舎とする改築工事のため、荘川中学校の校舎での授業を開始する。

る。
- 2025年（令和7年）
  - 3月20日 - 校旗返納式を行う[1]。
  - 3月31日 - 閉校。